# Listeners
Listeners (リスナーズ, Risunāzu) est une série télévisée d'animation japonaise (anime) produite par MAPPA, créée par Jin et réalisée par Hiroaki Ando. Les douze épisodes de la série sont diffusés entre le 3 avril 20202 et le 19 juin 2020 sur la case horaire Animeism.

## Synopsis
La série se déroule dans un monde post-apocalyptique où l'humanité est défendue des attaques des Earless par les Players, ces derniers gagnant gloire et fortune au passage. Echo Rec rêve de rejoindre les Players et de piloter son propre mecha, mais n'a aucune chance d'y parvenir, jusqu'à ce qu'il rencontre μ, une fille énigmatique qui a perdu la mémoire et possède un port auxiliaire sur son corps. Un port auxiliaire signifie un Joueur ; ensemble, μ et Echo travaillent ensemble vers la gloire et la fortune.

## Personnages
Echo Rec (エコヲ・レック, Ekowo Rekku)
Voix japonaise : Ayumu Murase
μ (Mu) (ミュウ, Myū)
Voix japonaise : Rie Takahashi
Nir (ニル, Niru)
Voix japonaise : Rie Kugimiya
Roz (ロズ, Rozu)
Voix japonaise : Kana Hanazawa
Denka (殿下)
Voix japonaise : Junichi Suwabe
Ritchie (リッチー, Ritchī)
Voix japonaise : Yūto Uemura (en)
Lyde (ライド, Raido)
Voix japonaise : Taku Yashiro (en)
Janis (ジャニス, Janisu)
Voix japonaise : Reina Ueda
Robert (ロバート, Robāto)
Voix japonaise : Banjō Ginga
Hole (ホール, Hōru)
Voix japonaise : Hiro Shimono
Kim (キム, Kimu)
Voix japonaise : Atsuko Tanaka
Wendy (ウェンディ, Wendi)
Voix japonaise : Yōko Honna (en)
Lisa (リサ, Risa)
Voix japonaise : Yukana (en)
Leo Marshall (レオ・マーシャル, Reo Māsharu)
Voix japonaise : Shigeru Chiba
Ein Neubauten (アイン・ノイバウテン, Ain Noibauten)
Voix japonaise : Sayaka Ohara
Stür Neubauten (シュテュル・ノイバウテン, Shutyuru Noibauten)
Voix japonaise : Yōko Hikasa
Zende Neubauten (ツェンデ・ノイバウテン, Tsende Noibauten)
Voix japonaise : Tomoyo Kurosawa (en)
Swell Rec (スエル・レック, Sueru Rekku)
Voix japonaise : Rina Satō
McGee (マッギィ, Maggyi)
Voix japonaise : Chō (en)
Sally Simpson (サリー・シンプソン, Sarī Shinpuson)
Voix japonaise : Miyuri Shimabukuro (en)
Tommy Walker (トミー・ウォーカー, Tomī Wōkā)
Voix japonaise : Yūichi Nakamura
Field Marshal Ace (エース元帥, Ēsu-gensui)
Voix japonaise : Hōchū Ōtsuka
Bilin Valentine (ビリン・ヴァレンタイン, Birin Varentain)
Voix japonaise : Nana Mizuki
Kevin Valentine (ケヴィン・ヴァレンタイン, Kevin Varentain)
Voix japonaise : Kōichi Yamadera
Jimi Stonefree (ジミ・ストーンフリー, Jimi Sutōnfurī)
Voix japonaise : Jun Fukuyama

## Production et sortie
Le 8 juin 2019, un anime au scénario original est annoncé par Jin, le créateur du Kagerou Project. La série est produite par MAPPA et réalisée par Hiroaki Ando, avec Dai Satō en tant que scénariste, Shinpei Kamada en character designer et L!th!um en tant que compositeur de la musique. Les douze épisodes de la série sont diffusés du 3 avril 2020 au 19 juin 2020 sur la case horaire Animeism de MBS, TBS et BS-TBS. ACCAMER interprète le générique d'ouverture Into the blue's et Rie Takahashi interprète onze des génériques de fin de la série.
Funimation acquiert les droits de la série pour une sortie anglaise et diffuse la série en streaming sur AnimeLab et Wakanim,.

### Liste des épisodes
| No | Titre de l’épisode en anglais       | Titre original de l’épisode                                                                                            | Date de 1re diffusion |
| -- | ----------------------------------- | --- | --------------------- |
| 1  | Live Forever                        | リヴ・フォーエヴァー (Live Forever) Rivu Fōevuā                                                                        | 3 avril 2020          |
| 2  | Half Man                            | 半分人間 (HALBER MENSCH) Hanbun Ningen                                                                                 | 10 avril 2020         |
| 3  | You Made Me Realise                 | ユー・メイド・ミー・リアライズ (You Made Me Realise) Yū Meido Mī Riaraizu                                              | 17 avril 2020         |
| 4  | Teen Spirit                         | ティーン・スピリット (TEEN SPIRIT) Tīn Supiritto                                                                       | 24 avril 2020         |
| 5  | In the Embrace of the Beat          | ビートに抱かれて (When Doves Cry) Bīto ni Idakarete                                                                    | 1er mai 2020          |
| 6  | Goodbye Blue Sky                    | グッバイ・ブルー・スカイ (Goodbye Blue Sky) Gubbai Burū Sukai                                                          | 8 mai 2020            |
| 7  | Day of Rage                         | 怒りの日 (problems) Ikari no Hi                                                                                        | 15 mai 2020           |
| 8  | Real Me                             | リアル・ミー (The Real Me) Riaru Mī                                                                                    | 22 mai 2020           |
| 9  | Freedom                             | フリーダム (Freedom) Furīdamu                                                                                          | 29 mai 2020           |
| 10 | Cross Road Blues                    | クロスロード・ブルース (Cross Road Blues) Kurosurōdo Burūsu                                                            | 5 juin 2020           |
| 11 | I Am The Resurrection               | アイ・アム・ザ・リザレクション (I Am The Resurrection) Ai Amu Za Rizarekushon                                          | 12 juin 2020          |
| 12 | Hello, Goodbye Tomorrow Never Knows | ハロー・グッドバイ (Hello, Goodbye) トゥモロー・ネバー・ノウズ (Tomorrow Never Knows) Harō Guddobai Toumorō Nebā Nouzu | 19 juin 2020          |